# Кубок Італії з футболу 1936—1937
Кубок Італії з футболу 1936—1937 — 4-й розіграш Кубка Італії з футболу. У турнірі взяли участь 107 італійських клубів. Титул володаря кубка Італії вперше здобув «Дженоа 1893», який у фіналі переграв «Рома».

## Календар
| Раунд            | Дата                          | Матчі | Клуби    |
| ---------------- | ----------------------------- | ----- | -------- |
| Попередній раунд | 25 жовтня 1936                | 12    | 107 → 95 |
| Перший раунд     | 15-19 листопада 1936          | 32    | 96 → 64  |
| Другий раунд     | 8-17 грудня 1936              | 16    | 64 → 48  |
| Третій раунд     | 24 грудня 1936 - 6 січня 1937 | 16    | 48 → 32  |
| 1/16 фіналу      | 6 січня - 21 березня 1937     | 16    | 32 → 16  |
| 1/8 фіналу       | 6-13 травня 1937              | 8     | 16 → 8   |
| 1/4 фіналу       | 20-27 травня 1937             | 4     | 8 → 4    |
| 1/2 фіналу       | 30 травня - 2 червня 1937     | 2     | 4 → 2    |
| Фінал            | 6 червня 1937                 | 1     | 2 → 1    |

## 1/16 фіналу
| Команда 1             | Рахунок | Команда 2    |
| --------------------- | ------- | ------------ |
| 6 січня 1937          |         |              |
| Амброзіана-Інтер      | 4:3     | Аквіла (2)   |
| Санремезе (3)         | 2:0     | Верона (2)   |
| Анконітана-Б'янкі (3) | 1:1 дч  | Фанфулла (3) |
| Рома                  | 2:1     | Трієстіна    |
| Торіно                | 2:0     | Новара       |
| Наполі                | 5:2     | Сестрезе (3) |
| Луккезе               | 0:1     | Ювентус      |
| Дженоа 1893           | 5:0     | Лаціо        |
| Реджана (3)           | 2:3     | Палермо (2)  |
| Самп'єрданезе         | 1:0     | Болонья      |
| Катанія (2)           | 3:1 дч  | Фіорентіна   |
| Ліворно (2)           | 6:2     | П'яченца (3) |
| Фьюмана (3)           | 2:3     | Барі         |
| Мілан                 | 4:0     | Алессандрія  |
| Піза (2)              | 0:2     | Венеція (2)  |
| 21 березня 1937       |         |              |
| Спеція (2)            | 1:0     | Брешія (2)   |

Перегравання
| Команда 1     | Рахунок | Команда 2             |
| ------------- | ------- | --------------------- |
| 21 січня 1937 |         |                       |
| Фанфулла (3)  | 2:0     | Анконітана-Б'янкі (3) |

## 1/8 фіналу
| Команда 1     | Рахунок | Команда 2        |
| ------------- | ------- | ---------------- |
| 6 травня 1937 |         |                  |
| Санремезе (3) | 1:3     | Амброзіана-Інтер |
| Фанфулла (3)  | 0:0 дч  | Спеція (2)       |
| Рома          | 3:1     | Торіно           |
| Наполі        | 2:1     | Ювентус          |
| Дженоа 1893   | 2:0     | Палермо (2)      |
| Самп'єрданезе | 3:4     | Катанія (2)      |
| Ліворно (2)   | 1:2     | Барі             |
| Мілан         | 2:0     | Венеція (2)      |

Перегравання
| Команда 1      | Рахунок | Команда 2    |
| -------------- | ------- | ------------ |
| 13 травня 1937 |         |              |
| Спеція (2)     | 3:1     | Фанфулла (3) |

## 1/4 фіналу
| Команда 1        | Рахунок | Команда 2   |
| ---------------- | ------- | ----------- |
| 20 травня 1937   |         |             |
| Амброзіана-Інтер | 7:1     | Спеція (2)  |
| 23 травня 1937   |         |             |
| Наполі           | 0:1     | Рома        |
| Барі             | 2:2 дч  | Мілан       |
| Дженоа 1893      | 4:0     | Катанія (2) |

Перегравання
| Команда 1      | Рахунок | Команда 2 |
| -------------- | ------- | --------- |
| 27 травня 1937 |         |           |
| Мілан          | 3:1     | Барі      |

## 1/2 фіналу
| Команда 1        | Рахунок | Команда 2   |
| ---------------- | ------- | ----------- |
| 30 травня 1937   |         |             |
| Амброзіана-Інтер | 0:2     | Рома        |
| Мілан            | 1:1 дч  | Дженоа 1893 |

Перегравання
| Команда 1     | Рахунок | Команда 2 |
| ------------- | ------- | --------- |
| 2 червня 1937 |         |           |
| Дженоа 1893   | 2:1     | Мілан     |

## Фінал
| 6 червня 1937 |

| Дженоа 1893 | 1:0 | Рома |
| ----------- | --- | ---- |
| Торті 79'   |     |      |

| «Джованні Берта», Флоренція Арбітр: Франческо Маттеа |